# San Francisco de Campeche
La città di San Francisco de Campeche si affaccia sulla Baia di Campeche ed è a capo del comune di Campeche, in Messico. È capitale dello stato di Campeche. Conta 220 389 abitanti secondo le stime del censimento del 2010.

## Infrastrutture e trasporti

### Aeroporti
- Aeropuerto Internacional de Campeche Alberto Acuña Ongay (CAMP)

## Università
A San Franciso de Campeche sono presenti diverse istituzioni che offrono studio di livello superiore, tra le quali:
- Universidad Autonoma de Campeche.
- Instituto Campechano.
- UNID.
- Instituto Tecnologico de Campeche.
- Universidad Mundo Maya
- Universidad Autónoma del Carmen

## Località di interesse
Nell'attuale centro storico della capitale dello stato di Campeche, nervo principale delle attività commerciali, culturali, amministrative e turistiche, è un amalgama di costruzioni dei secoli XVI, XVII, XVIII e XIX, con i suoi edifici con un tipo di architettura militare, civile e religiosa.
- Circo Teatro Renacimiento
- Plaza de Armas.
- S.I. Catedral de Nuestra Señora de la Inmaculada Concepción.
- Baluarte de la Soledad (Museo de Estelas Mayas).
- Baluarte de San Carlos (Museo de la Ciudad).
- Puerta del Mar.
- Malecón.
- Puerta de Tierra (vedi Galleria fotografica).
- Fuerte de San Miguel (Museo de Arqueología Maya).
- Fuerte de San José el Alto (Museo de Barcos y Armas).
- Baluarte y Museo de Santa Rosa.
- Baluarte y Museo de Santiago (ahora jardín botánico).
- Baluarte de San Francisco.
- Baluarte de San Juan.
- Baluarte de San Pedro.
- Barrio, Templo y Plaza de Guadalupe
- Barrio, Templo y Ex Convento de San Francisco.
- Barrio, Templo y Plaza de San Román.
- Templo Expiatorio del Dulce Nombre de Jesús.
- Templo de San Roque.
- Barrio y Templo de Santa Ana.
- Barrio y Templo de Santa Lucía.
- Ex Templo de San José.
- Ex templo de Jesús Nazareno (Museo de Arte Sacro).
- Teatro Francisco de Paula Toro (Primer teatro lírico en la peninsula de Yucatán).
- Batería de San Matías.
- Batería de San Lucas.
- Centro Cultural Casa 6.
- Alameda.
- Centro de Convenciones Siglo XXI.
- Las fuentes danzantes.
- El Diamante de Yuli.
- El Arca de la Loca.
- Casa de Luis Alejandro Pérez Guerrero.
- Escénica (sectas satánicas y niño wixón incluidos).

## Galleria d'immagini

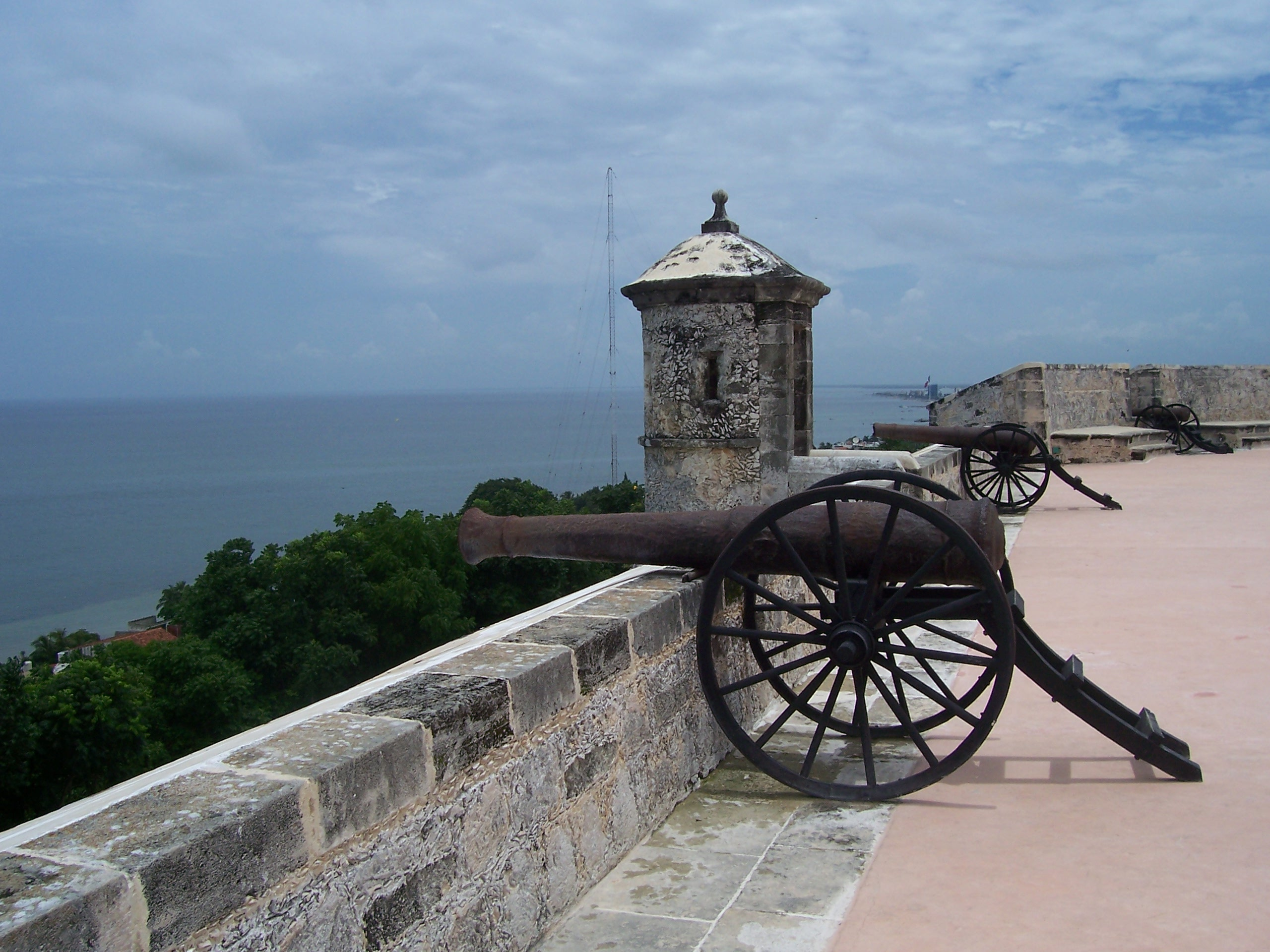
Forte do San Miguel e Museo di archeologia Maya
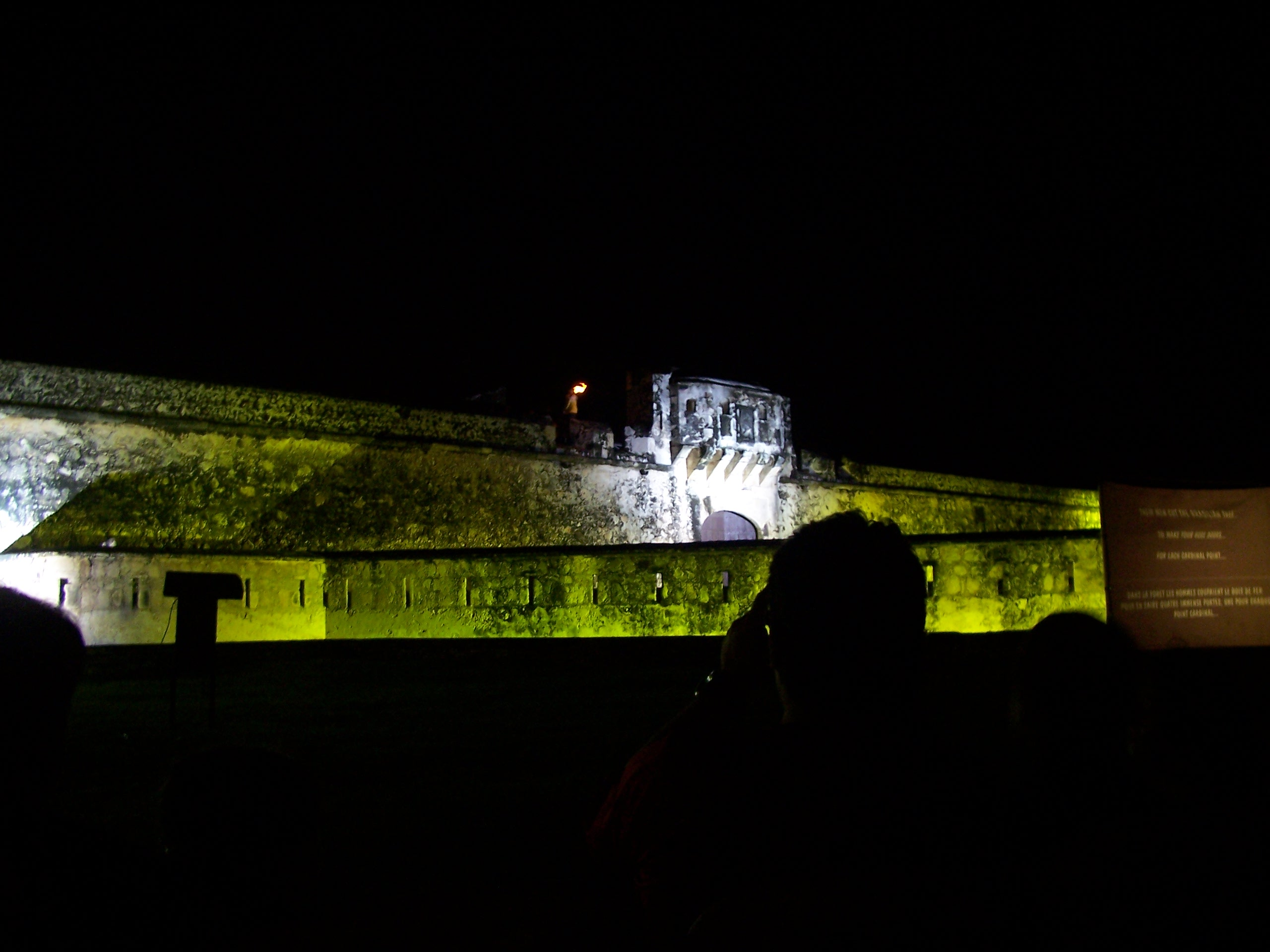
Puerta de Tierra, Spettacolo di luce e suono
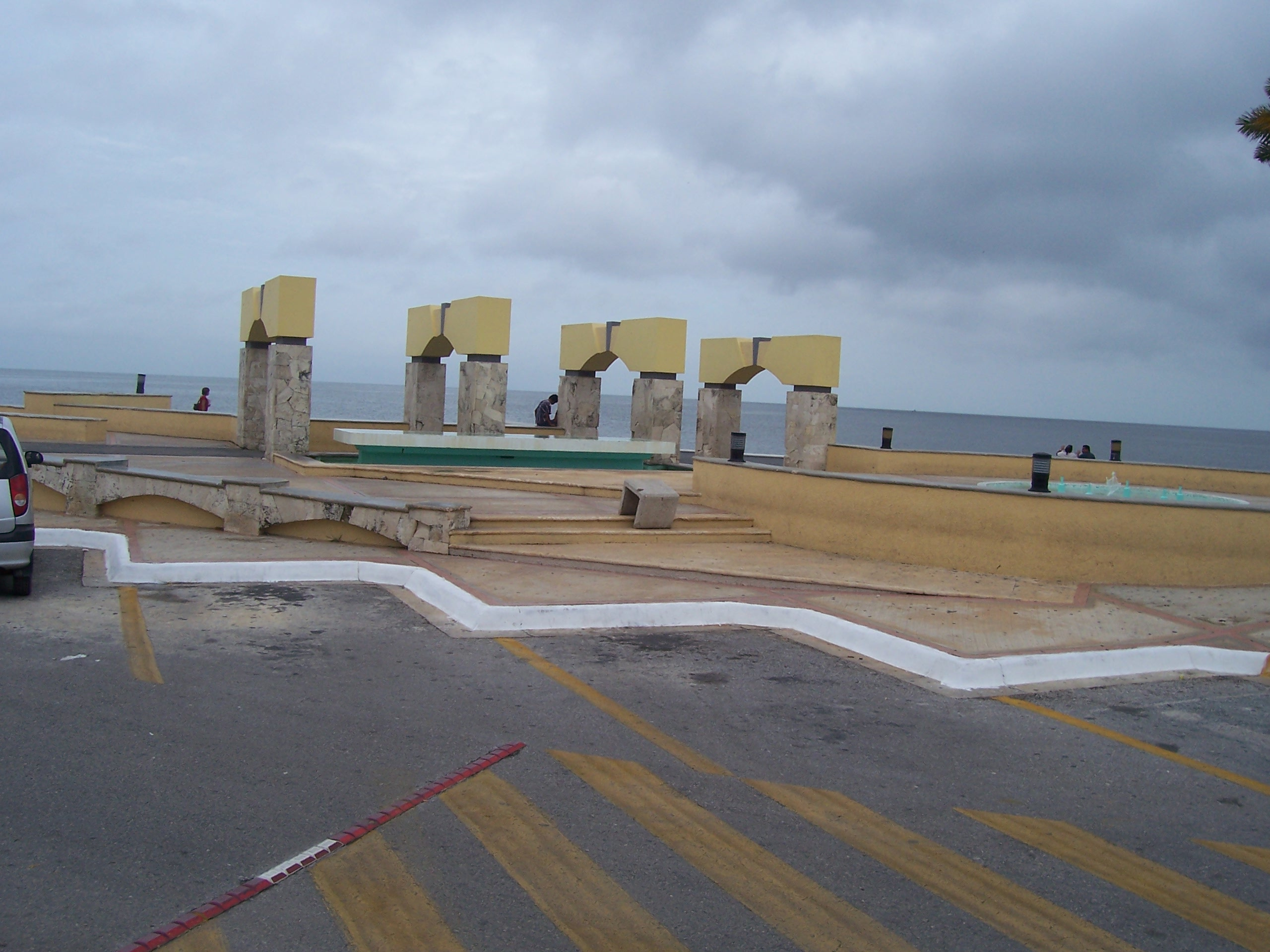
Le 4 porte, monumento nel malecón
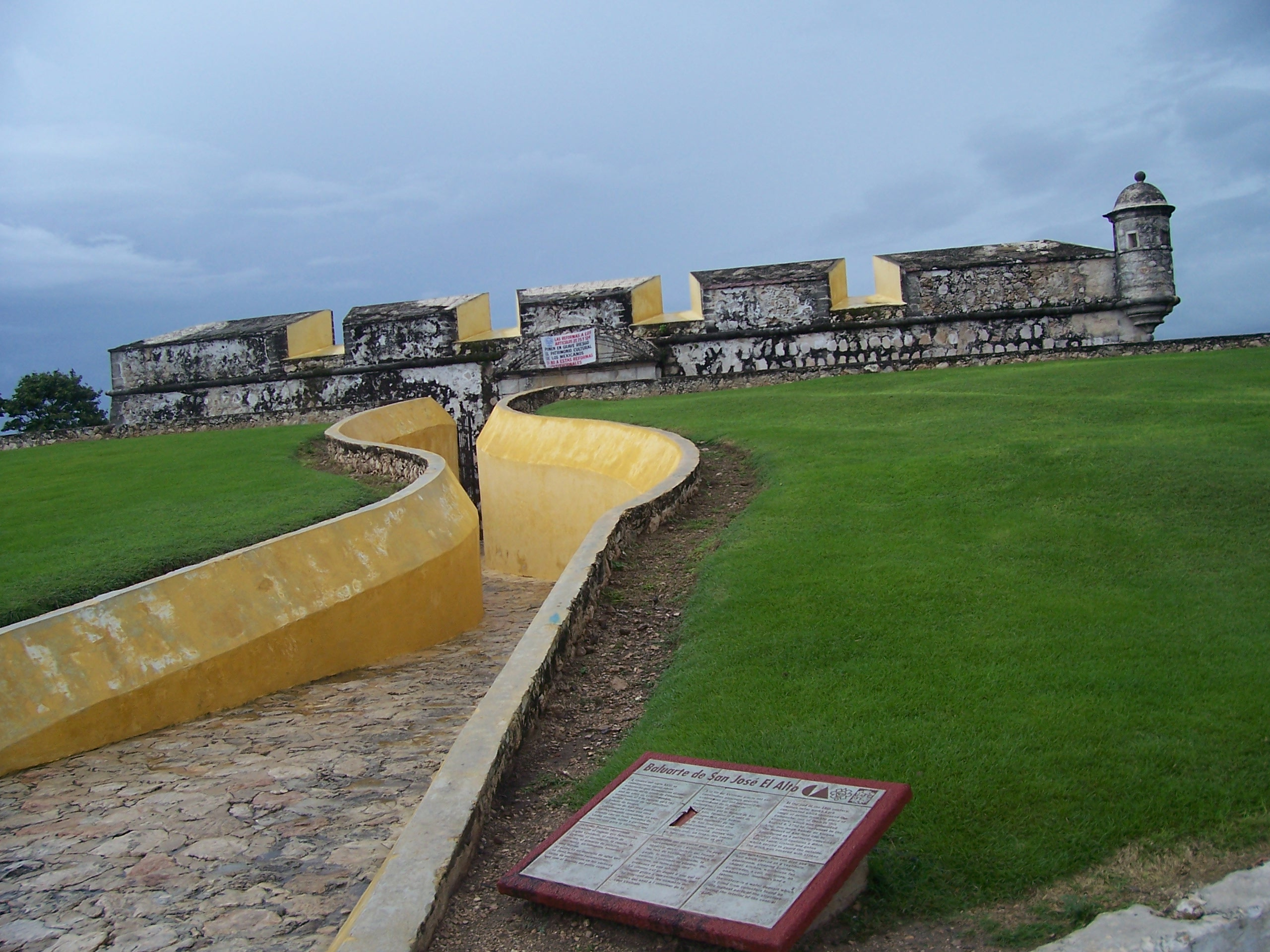
Forte di San José l'Alto
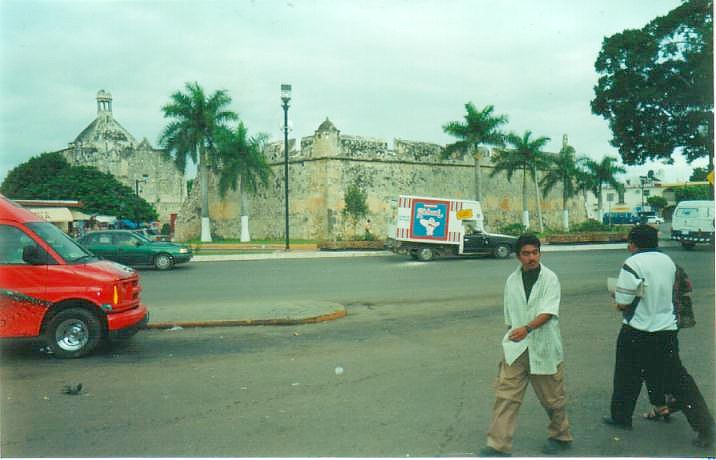
Baluardo della muraglia di Campeche
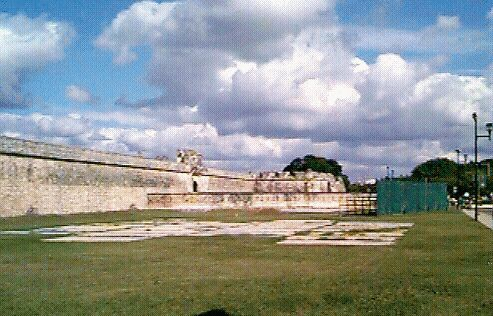
Muraglia e Puerta de Tierra
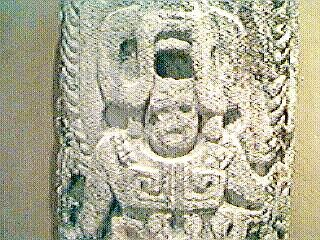
Stele maya
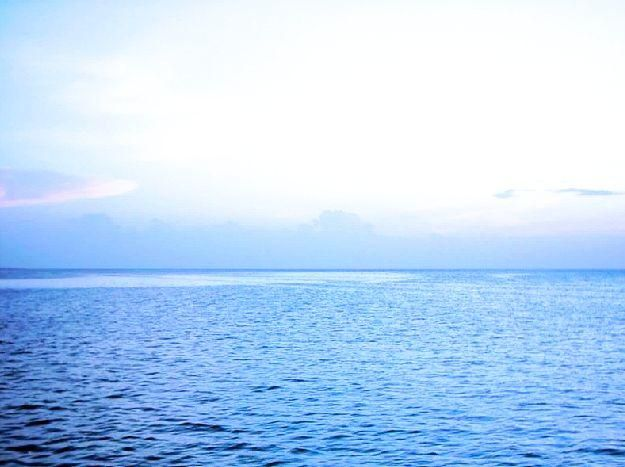
Mare campechano